# West Coast Airlines
West Coast Airlines war eine US-amerikanische Fluggesellschaft, die hauptsächlich Städte an der amerikanischen Westküste anflog.

## Geschichte
West Coast Airlines wurde 1941 gegründet und begann ihren Flugbetrieb 1946 mit einer Flotte von Douglas DC-3. Im Juli 1953 flog die Gesellschaft 32 Flughäfen in Washington, Oregon und Idaho an. Im Mai 1968 flog sie 36 Flughäfen an, darunter 29 in diesen 3 genannten Bundesstaaten.
West Coast Airlines begann die Flüge ihrer Fairchild F-27 im September 1958. Die Fluggesellschaft zeigte auch als Erstkunde Interesse an der Fairchild 228, einer US-Version der Fokker F28. Die Planung für die Produktion dieses Flugzeuges wurde allerdings 1968 eingestellt. Das einzige Strahlflugzeug der West Coast Airlines war die DC-9-14 mit 75 Sitzplätzen.
Die Flotte bestand zuletzt aus 14 Fairchild F-27, 13 Douglas DC-3 (C-47) und 4 Douglas DC-9.
Die Flüge der West Coast Airlines begannen meistens auf dem Boeing Field statt auf dem Flughafen Seattle-Tacoma.
Am 1. Juli 1968 schloss sich West Coast Airlines mit Bonanza Air Lines und Pacific Air Lines zu Hughes Airwest zusammen. Diese wurde am 1. Oktober 1980 von der Republic Airlines übernommen, die  wiederum mit Northwest Orient Airlines verschmolz. Im Jahr 2008 fusionierte Northwest Airlines mit Delta Airlines.

## Flotte
- Douglas DC-3
- Douglas DC-9-14
- Fairchild F-27
- Piper Aztec
- Piper Navajo

## Zwischenfälle
Von 1951 bis zur Betriebseinstellung 1968 kam es bei West Coast Airlines zu 4 Totalschäden von Flugzeugen. Bei 3 davon kamen 25 Menschen ums Leben. Beispiel:
- Am 1. Oktober 1966 flog eine Douglas DC-9-14 der West Coast Airlines (Luftfahrzeugkennzeichen N9101) beim Anflug auf den Flughafen Portland (Oregon) in einen Bergrücken. Bei diesem CFIT (Controlled flight into terrain) wurden alle 18 Insassen getötet. Dies war der erste Totalverlust einer DC-9.[3]